# Redvînți, Hmelnîțkîi
Redvînți (în ucraineană Редвинці) este un sat în comuna Tereșivți din raionul Hmelnîțkîi, regiunea Hmelnîțkîi, Ucraina.

## Demografie
Componența lingvistică a localității Redvînți
     Ucraineană (98,48%)
     Rusă (1,52%)
Conform recensământului din 2001, majoritatea populației localității Redvînți era vorbitoare de ucraineană (98,48%), existând în minoritate și vorbitori de rusă (1,52%).